# Jerdons menievogel
De Jerdons menievogel (Pericrocotus albifrons) is een zangvogel uit de familie Campephagidae (rupsvogels). De Nederlandse naam verwijst naar de auteur van deze vogel, de Britse zoöloog Thomas Caverhill Jerdon.

## Verspreiding en leefgebied
Deze soort is endemisch in centraal Myanmar.

## Status
De grootte van de populatie is niet gekwantificeerd maar de soort wordt omschreven als schaars tot zeldzaam. Aangenomen wordt dat de populatieaantallen sterk achteruitgaan. Op de Rode lijst van de IUCN heeft deze soort daarom de status gevoelig.